# Sinningia valsuganensis
Sinningia valsuganensis é uma espécie de planta do gênero Sinningia e da família Gesneriaceae.  É considerada em perigo de extinção.

## Taxonomia
A espécie foi descrita em 1991 por Alain Chautems. 

## Forma de vida
É uma espécie rupícola e herbácea. 

## Descrição
Planta de 30-60 centímetros de altura, todas as partes coberta de um indumento hirsuto e com cheiro moderado. Inflorescência de 2 a 8 
flores na axila das brácteas, pedicelo ascendente, corola bilabiada vermelha, 4,2 a 5 centímetros de comprimento.  
| Caule                               | Caule                           |
| ----------------------------------- | ------------------------------- |
| caule aéreo                         | anual                           |
| tubérculo                           | presente                        |
| Folha                               |                                 |
| filotaxia                           | oposta                          |
| simetria da lâmina                  | simétrica                       |
| formato da lâmina                   | ovada                           |
| ápice da lâmina                     | acuminado/agudo                 |
| base da lâmina                      | atenuada/cordada                |
| margem da lâmina                    | ciliada/crenada                 |
| indumento da face abaxial da lâmina | seríceo                         |
| Inflorescência                      |                                 |
| organização                         | composta                        |
| posição                             | axila de folha/axila de bráctea |
| Flor                                |                                 |
| formato da lacínia do cálice        | lanceolada                      |
| indumento da lacínia do cálice      | estrigilosa/vilosa              |
| formato da corola                   | tubulosa                        |
| cor do tubo da corola               | laranja - avermelhado           |
| lobo da corola                      | desigual                        |
| Fruto                               |                                 |
| consistência                        | seca                            |

## Conservação
A espécie faz parte da Lista Vermelha das espécies ameaçadas do estado do Espírito Santo, no sudeste do Brasil. A lista foi publicada em 13 de junho de 2005 por intermédio do decreto estadual nº 1.499-R. 

## Distribuição
A espécie é encontrada no estado brasileiro de Espírito Santo. 
A espécie é encontrada no domínio fitogeográfico de Mata Atlântica, em regiões com vegetação de floresta ombrófila pluvial.